# Kristen mytologi

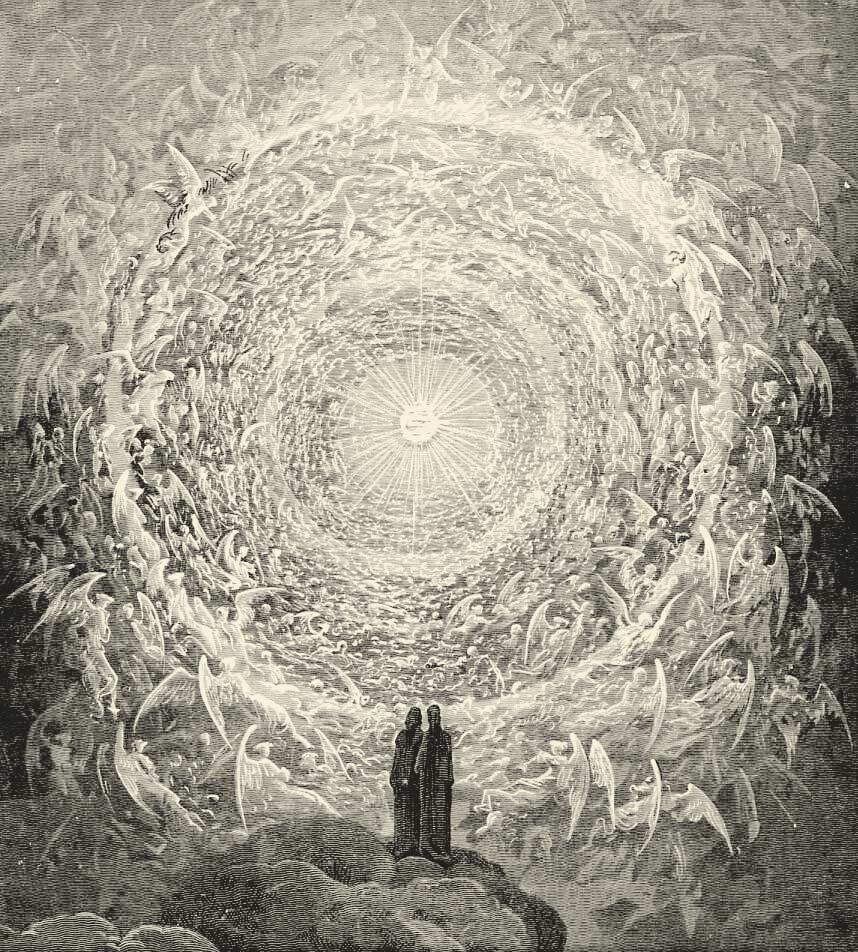
Dante och Beatrice skådar in i den högsta himlen.

Kristen mytologi är en beteckning på sådant i kristendomen, som ur strikt teologisk synvinkel handlar om myter. Av många troende ses dessa som sanna, inte endast i djupare, utan även i bokstavlig mening. Framför allt handlar det om berättelser i Bibeln, såväl Gamla som Nya Testamentet. Enskilda myter från denna kultur utgör tillsammans dess mytologi.
I övrigt räknas ibland vissa hagiografier (helgonlegender), Arthursagan och berättelser om den Heliga Graalen med mera som myter, men man har då glidit i mytbegreppet och talar inte längre om den litterära genre som utspelar sig i urtiden. Dessa berättelser kan hellre karaktäriseras om legender, sagor och sägner.